# Jorien Kranenborg
Jorien Kranenborg (Deventer, 1 december 1985) is een Nederlands oud-langebaanschaatsster uit Deventer. Ze schaatste haar laatste drie seizoenen voor het Gewest Fryslân.
Kranenborg begon in 1991 met schaatsen. In het seizoen 2001-2002, als vijftienjarige, kwam ze in de selectie van het gewest Regio oost waarna ze in het seizoen 2005-2006 doorstroomde naar de KNSB Regiotop onder leiding van Wopke de Vegt en Aart van der Wulp. Haar doorbraak kwam in seizoen 2006/2007 toen ze veertiende werd op het NK sprint. In seizoen 2007/2008 schaatst ze bij het gewest Overijssel en bereikte ze op het NK sprint een dertiende plaats. In 2007 deed ze voor Nederland mee aan de winteruniversiade in Turijn. Ze startte daar op de 500, 1000 en 1500 meter. In november 2010 wist ze met tweemaal een zesde plaats op de 500 meter zich net niet te plaatsen voor de eerste serie wereldbekerwedstrijden. Op 12 december 2010 won zij de Utrecht City Bokaal, de selectiewedstrijd voor het NK Sprint. In oktober 2011 won ze samen met Ted-Jan Bloemen de 42e IJsselcup op de IJsbaan van Deventer. In 2012 stopte zij met langebaanschaatsen en werd ze fysiotherapeut valtraining in Deventer.

## Persoonlijke records
| Afstand    | Tijd    | Datum            | Baan      |
| ---------- | ------- | ---------------- | --------- |
| 500 meter  | 39,42   | 16 maart 2008    | Calgary   |
| 1000 meter | 1.16,87 | 13 maart 2008    | Calgary   |
| 1500 meter | 1.59,73 | 12 maart 2008    | Calgary   |
| 3000 meter | 4.22,58 | 13 maart 2008    | Calgary   |
| 5000 meter | 8.30,44 | 25 februari 2006 | Groningen |

## Resultaten
| jaar | NK Afstanden                 | NK Allround | NK Sprint |
| ---- | ---------------------------- | ----------- | --------- |
| 2005 | 9e 500m 16e 1000m            | NC15        |           |
| 2006 | 12e 500m 20e 1000m           | NC16        | 15e       |
| 2007 | 7e 500m 14e 1000m            |             | 19e       |
| 2008 | 15e 500m 18e 1000m 22e 1500m |             | 13e       |
| 2009 | 15e 500m                     |             |           |
| 2010 | 10e 500m 16e 1000m           |             |           |
| 2011 | 6e 500m 12e 1000m            |             | 12e       |
| 2012 | 9e 500m 19e 1000m            |             | 21e       |